# Video Operation Center
Das Video Operation Center (VOC oder C3VOC) ist eine Arbeitsgruppe des Chaos Computer Clubs (CCC), die auf diversen Veranstaltungen im CCC-Umfeld (beispielsweise Chaos Communication Congress und Gulaschprogrammiernacht) das Streaming und die Aufnahme der Vorträge durchführt. Der Name lehnt sich an die älteren Phone Operation Center (PoC) und Network Operation Center (NOC) an.

„Voctocat“ genanntes Logo des Video Operation Centers und von media.ccc.de (ab 2017, siehe Trivia)

Altes Logo des VOC, basierend auf dem CCC-Logo (2014–2017)

Das VOC betreibt in Zusammenarbeit mit dem CCC Köln die Website media.ccc.de, auf der seine Aufzeichnungen langfristig verfügbar sind. Die Plattform wird auch von anderen Veranstaltungen für ihre Aufzeichnungen verwendet, selbst wenn diese nicht vom VOC selbst angefertigt wurden. Alle Aufzeichnungen sind unter freien Lizenzen verfügbar, üblicherweise einer Creative-Commons-Lizenz. Viele Aufzeichnungen von media.ccc.de werden auch auf den gleichnamigen YouTube-Kanal hochgeladen.
Auf den meisten Veranstaltungen ist das VOC auch für zumindest einen Teil der technischen Umsetzung eines Vortrags zuständig, beispielsweise die Audio- und Präsentationstechnik. Das VOC und mehrere lokale Gruppen verfügen über eigene Hardware, die für die eigenen Einsätze verwendet wird.

## Geschichte
Einige Jahre lang übernahm die Forschungsgemeinschaft elektronische Medien (FeM) Streaming und Aufzeichnung des Chaos Communication Congress. Bereits im Jahr 2007 war allerdings die Bandbreite der TU Ilmenau durch das Streaming vollständig ausgenutzt, was zu einer Verteilung der Streaming- und Rechenlast auf weitere Studentennetzwerke führte. Das Video Operation Center wurde in der Folge 2011 für das Chaos Communication Camp ins Leben gerufen und eigene Hardware ab 2013 (zur SIGINT Köln) angeschafft. Die Finanzierung der Hardware geschah durch einen Projektantrag im CCC.
Zunächst wurden Vorträge in SD mittels FireWire/DV-Leihausrüstung gestreamt und aufgezeichnet, mit der eigenen Ausrüstung stieg man allerdings auf Full HD um. Ab 2024 (zur GPN) wurde mit Tests eines neuen modularen Flightcase-Systems begonnen, welches die Probleme der alten Hardware beheben soll.
Die erste Schnittlösung war DVSwitch, eine vom Debian-Projekt entwickelte Software. Für den Full-HD-Workflow wurde die eigene Schnittsoftware voctomix ab 2014 von Peter Körner entwickelt. Die Version 2 mit stark vereinfachtem User Interface kommt seit 2024 zum Einsatz.

## Umsetzung

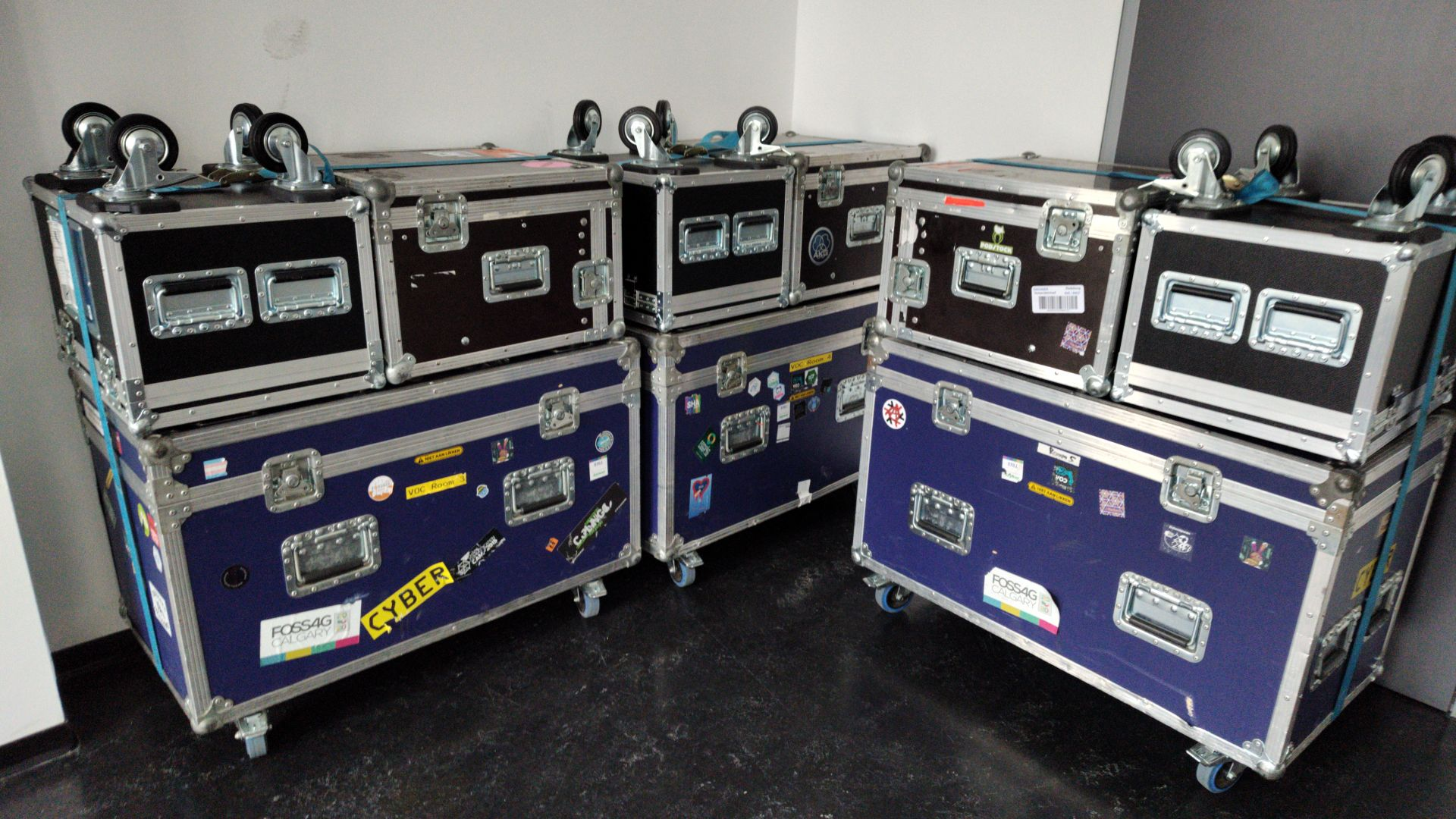
Ein Set an Flightcases, welches zur Videoproduktion in einem Vortragssaal genutzt wird

Das VOC umfasst eine lose Gruppe an Beteiligten, die in unterschiedlichem Maße und in der Regel veranstaltungsspezifisch an der VOC-Arbeit beteiligt sind. Ein Kernteam wartet die Hardware und plant größere Events. Auf einer Veranstaltung übernehmen als A/V-Engel bezeichnete freiwillige Helfer die Umsetzung einzelner Vorträge. In der Regel umfasst dies ein oder zwei Kameraleute, eine Schnittperson und einen A/V-Techniker, welcher für Betreuung der Vortragenden, Audio und Fehlerbehebung zuständig ist. Freiwillige übernehmen oft auch die Fertigstellung der Vortragsaufzeichnungen. Die Simultanübersetzung von Vorträgen wird vom separaten Team c3lingo in Koordination mit dem VOC umgesetzt.

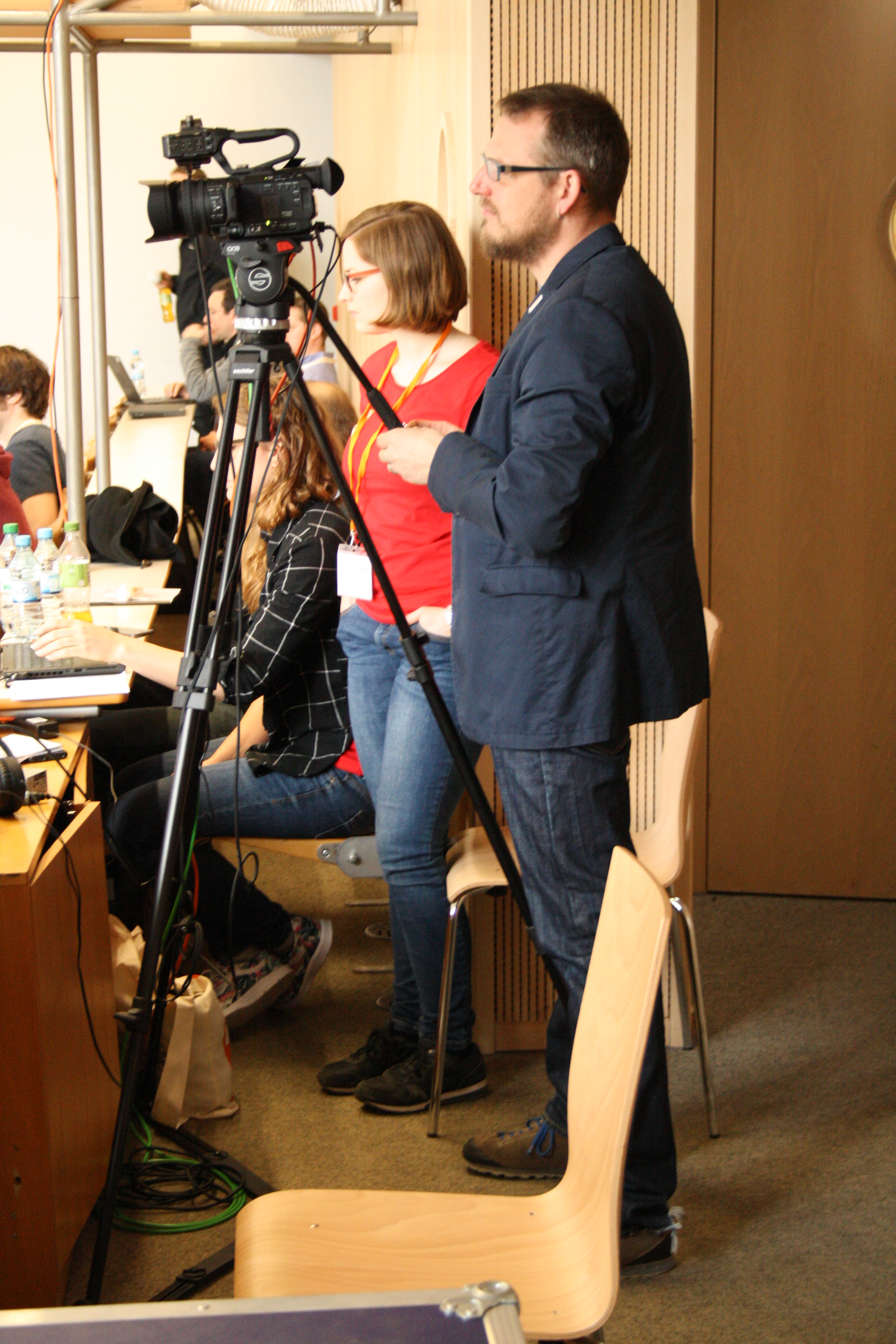
Ein Freiwilliger bedient eine Kamera zur Vortragsaufzeichnung bei der FOSSGIS 2017
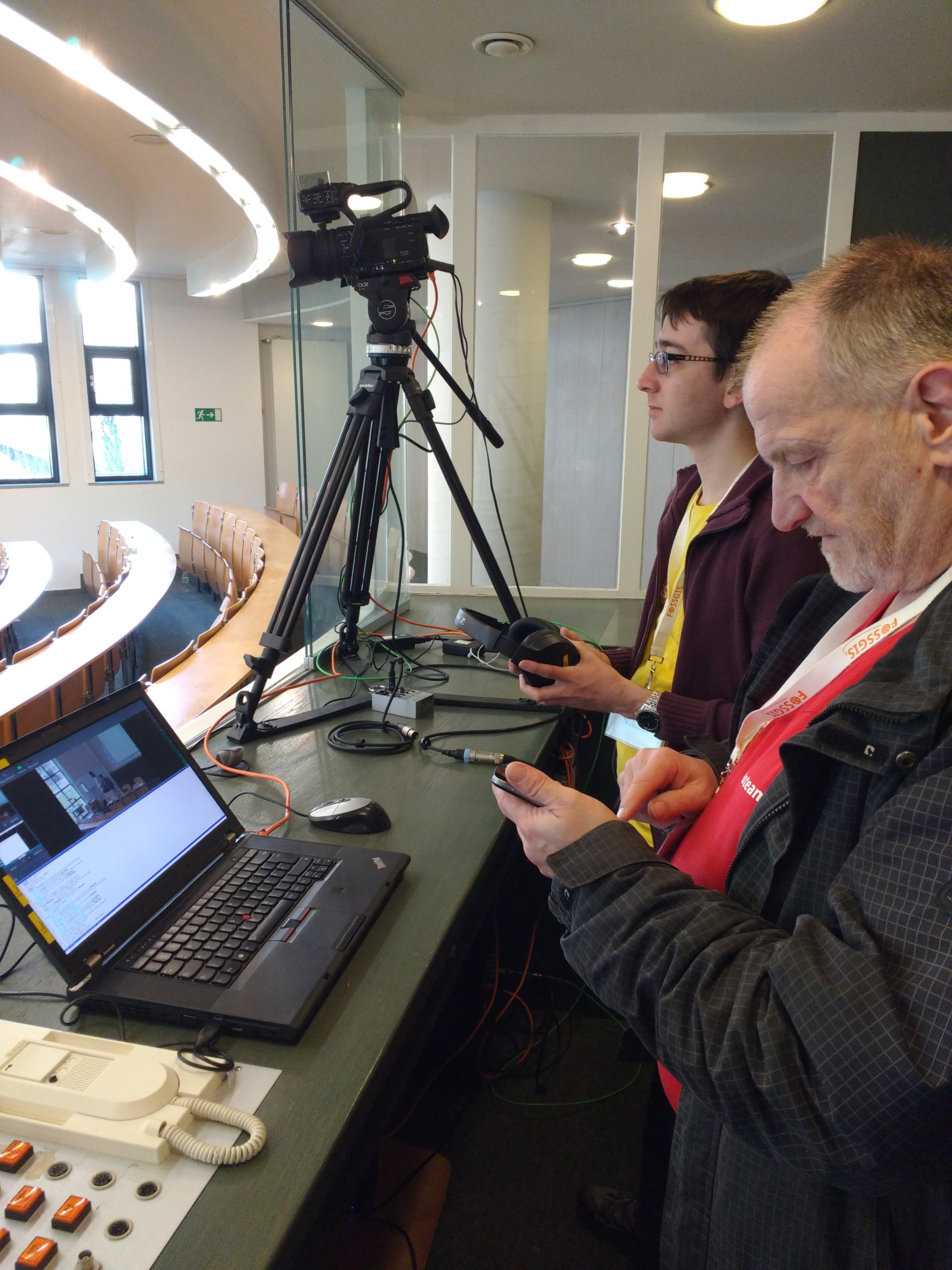
Zwei Freiwillige an Kamera und Videoschnittrechner bei der FOSSGIS 2017
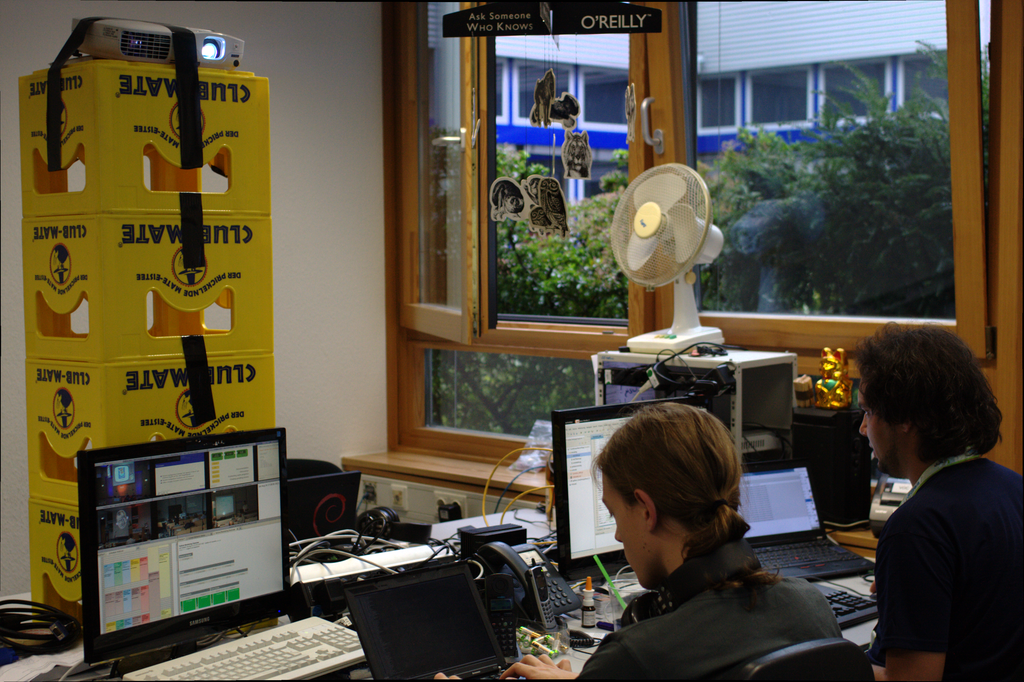
Freiwillige schneiden und veröffentlichen die Vorträge der FrOSCon 2013

Der Ablauf einer Vortragsvideoproduktion ist vergleichbar mit klassischer Livefernsehproduktion. Die verschiedenen Video- und Audiostreams (inklusive bis zu zwei Simultanübersetzungen) laufen beim Schnittrechner zusammen, wo die eigene Open-Source-Software voctomix eingesetzt wird. Die Freiwilligen schneiden das Video in Echtzeit, nachträgliche Änderungen im Schnitt werden nur in Ausnahmefällen vorgenommen. Voctomix bietet diverse Ausgabestreams, die dann lokal aufgezeichnet bzw. per Livestream veröffentlicht werden. Das VOC betreibt für media.ccc.de ein eigenes CDN, welches die Streams via SRT oder RTMP annimmt, transkodiert und über diverse Edge-Relays mit ca. 1–2 Minuten Verzögerung an Endnutzer ausspielt. Gehostet werden die Server bei diversen lokalen CCC-Abteilungen, beispielsweise in Köln und Dortmund. Die Livestreams sind auf streaming.media.ccc.de einzusehen.
Die lokale Aufzeichnung geschieht in 3-Minuten-Segmenten von MPEG-TS-Dateien, die mittels des maschinenlesbaren Vortragsprogramms größtenteils automatisiert pro Vortrag zusammengestellt werden. Die Aufzeichnungen können somit in kürzester Zeit (bei großen Veranstaltungen innerhalb weniger Stunden) veröffentlicht und abgerufen werden. Die Software hinter dem Video-on-Demand-Service (VoD) von media.ccc.de ist die Open-Source-Eigenentwicklung Voctoweb. Bis auf einzelne Komponenten sind Streaming- und VoD-CDN vollständig Open Source und können unabhängig aufgesetzt werden, beispielsweise media.freifunk.net von Freifunk.
Das VOC kann auch von externen Veranstaltungen, die dem CCC nahestehen, angefragt werden (Beispiel: FrOSCon). Auch in Fällen, wo eine (externe oder CCC-assoziierte) Veranstaltung ihre eigene Videoproduktion organisiert, steht media.ccc.de für Streaming und Aufzeichnungen zur Verfügung. Eine lokale Gruppe des CCC, die eigene Videoproduktion unter Benutzung von media.ccc.de durchführt, ist beispielsweise Chaos-West TV.

## Trivia

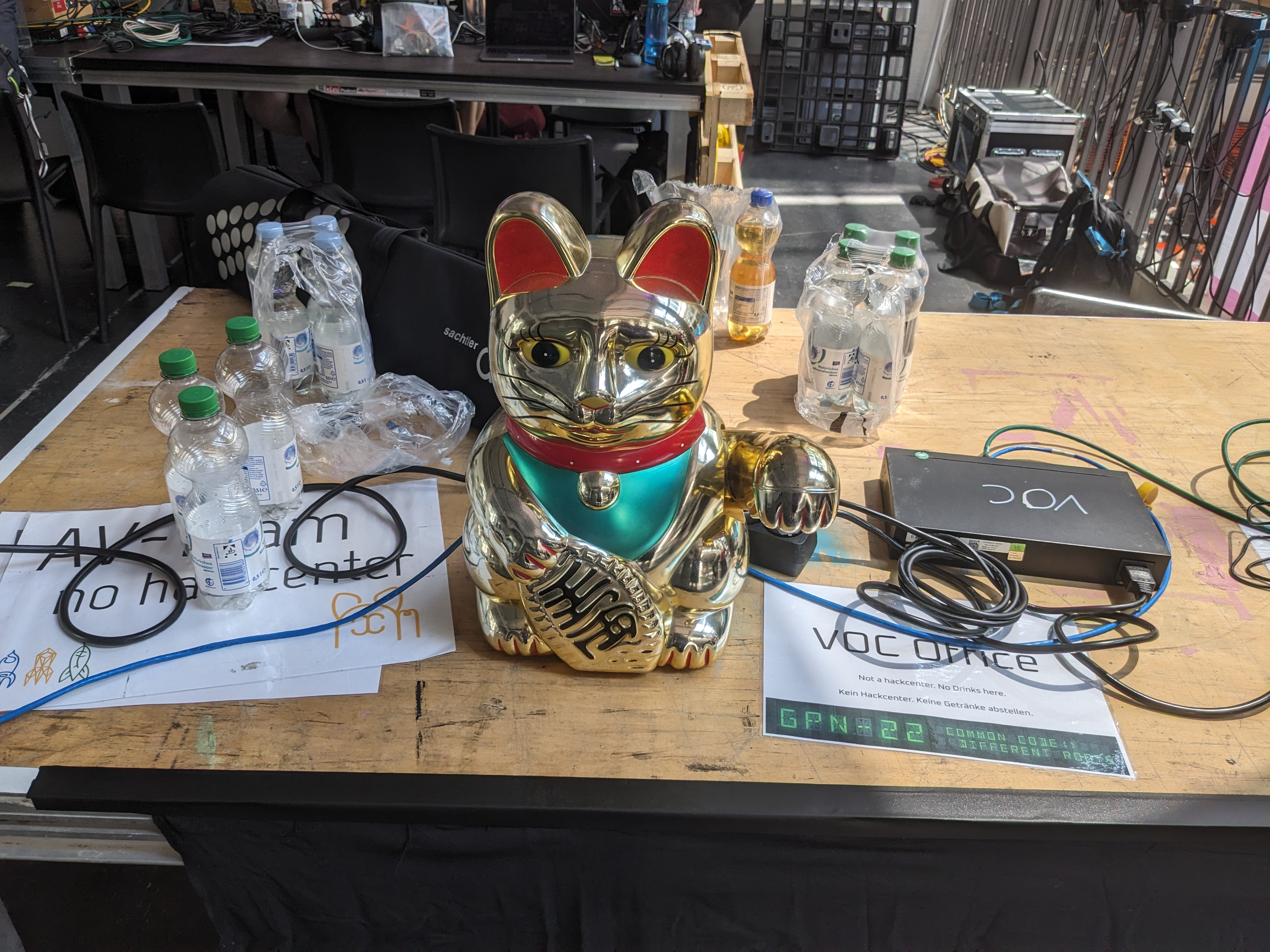
Winkekatze auf der GPN 23

Bei den meisten durch das VOC aufgezeichneten Vorträgen wird auf oder neben das Vortragspult eine Winkekatze platziert, die somit dauerhaft im Bildausschnitt der Kameras ist. Dies hat den Hintergrund, dass durch die permanente Bewegung der Katze ein eingefrorenes Bild aufgrund eines Hardwarefehlers leicht erkannt werden kann. Solche Fehler waren besonders in der Anfangszeit mit der FireWire-SD-Ausrüstung häufig anzutreffen. Die Winkekatze hat sich als Symbol für das VOC so weit durchgesetzt, dass seit 2017 das Voctocat genannte Logo (in Anlehnung an das Octocat-Maskottchen der Plattform GitHub) genutzt wird, besonders auf media.ccc.de.